# 浙商
浙商一般指浙江籍的商人，实业家的集合，是较为新近的称法，唐代以后，中国的经济重心南移，江浙一带成为中国经济较为发达的地区之一，商品经济较为发达，也产生了中国早期的资本主义萌芽。清朝末年及民国初年，浙江商人成为中国民族工商业的中坚之一，为中国工商业的近代化起了很大的推动作用。大陆改革开放之后，浙江商人活跃于国内外商界，目前为中国国内除台商、粵商之外最活跃的商帮，为各地的发展尤其是欠发达地区注入了活力。在私营经济发达的浙江省，“浙江模式”、“浙江经验”、“浙江现象”，越来越多的媒体对浙江所取得的成就和经验给予报道，越来越多的人对浙江的发展给予关注。
粤商、徽商、晋商、浙商、苏商一道，在历史上被合称为“五大商帮”。潮商与徽商、晋商，是中国历史“三大商帮”。潮商与浙商有「东方犹太人」之称。

## 区域性商人团体
浙江较著名的区域性商人团体有：

### 宁波商帮
宁波商帮是中国近代最大的商帮，为中国民族工商业的发展做出了贡献，推动了中国工商业的近代化，如第一家近代意义的中资银行，第一家中资轮船航运公司，第一家中资机器厂等等，都是宁波商人所创办。宁波商帮对清末大上海的崛起和二战后香港的繁荣都做出了贡献。宁波商人遍布世界各地，其中不乏世界级的工商巨子。
代表人物有：虞洽卿（旧上海）、叶澄衷（旧上海）、方液仙（旧上海，国货大王）、张尊三（日本，鱼翅大王）、吴锦堂（日本，关西财阀）、胡嘉烈（新加坡，南洋巨商）、包玉刚（香港，世界船王）、董浩云（香港，世界船王）、邵逸夫（香港，影业巨子）、邱德根（香港，娱乐业）、曹光彪（香港，毛纺大王）、陈廷骅（香港，棉纱大王）、张忠谋（台湾，芯片大王）、丁磊等等。

### 龙游商帮
明清时期中国十大商帮之一，主要指历史上今浙江境内金丽衢地区商人的集合，它以原衢州府龙游县为中心。龙游商帮于南宋已初见端倪，于明朝中叶最盛（明代万历年间有“遍地龙游”之谚），清代走向衰弱。龙游商帮的商人主要经营书业、纸业、珠宝业等。

### 湖商
湖商，是繼徽商、晉商之後，在近代中國湧現的，具有強烈地域特徵的商人群體。與潮州幫、寧波幫在同時湧現，對近代中國的政治與經濟影響深遠。
湖州籍的人士在國民黨的前期創黨過程，以及後來在黨、政、軍、財各個部門都佔據舉足輕重的作用。湖州籍人士曾一度佔據國民黨中常委1/3的席位，控制了當時的全國政權。
湖州人是在上海開埠後較早前住參與上海開發的人群。大量的湖州商人在當時陳其美的上海督軍府任要職。湖州的絲商在上海舉辦了大量的綢廠，並控制了碼頭和租界大半房產，擁有的房產僅次於沙遜，包括當時的遠東第一高樓國際飯店。1927年上海工人三次武裝起義的指揮處就設在湖州會館。

### 温州商人
温州早有经商传统，改革开放之后，温州商人更活跃于国内外商界。温州商人有遍布全国及海外的各级商会以及建有“温州街”、“温州商城”等。温州商人以精明、吃苦耐劳、敢闯敢干、得风气之先著名，即使是在条件较为艰苦的非洲，也能够找到温州商人的身影。温州的产品几乎在世界各地都能见到，如著名的温州打火机。现有“温州模式”一说（见经济学家董辅礽的研究）。

### 义乌商人
义乌以制造、经营小商品闻名于世，其小商品行销全球。现义乌小商品市场是世界最大的小商品集散地、交易中心。